# Williston (Dakota du Nord)
Pour les articles homonymes, voir Williston.
La ville de Williston est le siège du comté de Williams, dans l’État du Dakota du Nord, aux États-Unis. Au 1er juillet 2014, sa population est estimée à 24 562 habitants sur une superficie de 19,58 km2 et son aire statistique micropolitaine (en) compte 32 130 habitants, ce qui en fait la cinquième de l’État du Dakota du Nord.
Depuis la découverte de schistes bitumineux (formation de Bakken, source de gaz et de pétrole de schiste), la ville a connu un fort développement économique : depuis 2010 Williston est surnommée la boomtown de l’Amérique : entre 2010 et 2013, elle est la ville de plus de 3 028 habitants ayant la plus forte croissance démographique aux États-Unis (+ 39,8 %). En 2015, Williston est classée deuxième aire statistique micropolitaine (en) la plus dynamique économiquement parmi les 536 recensées aux États-Unis ; c'est aussi celle ayant connu la plus forte croissance démographique entre 2010 et 2014, avec + 43,45 %.

## Démographie
En léthargie démographique depuis les années 1980 (pic d'extraction pétrolière en 1986), la ville a connu un fort développement démographique depuis la découverte de schistes bitumineux en 2006 : en 2012 sa population permanente a crû de 13,6 % (de 128 % en incluant sa population temporaire). Depuis 2010 Williston est surnommée la boomtown de l’Amérique (parmi les villes de plus de 10 000 habitants). Sa population permanente projetée en 2017 serait de 28 658 habitants, soit une augmentation de 61 %, tandis que sa population incluant les travailleurs temporaires serait de 43 993 (+ 134 %).
Son agglomération devrait quant à elle être peuplée de 68 176 habitants permanents et temporaires en 2017 (+ 134 %).
| Groupe            | Williston | Dakota du Nord | États-Unis |
| ----------------- | --------- | -------------- | ---------- |
| Blancs            | 92,7      | 90,0           | 72,4       |
| Amérindiens       | 3,3       | 5,4            | 0,9        |
| Métis             | 3,0       | 1,8            | 2,9        |
| Afro-Américains   | 0,4       | 1,2            | 12,6       |
| Autres            | 0,4       | 0,5            | 6,2        |
| Asiatiques        | 0,3       | 1,0            | 4,8        |
| Total             | 100       | 100            | 100        |
|                   |           |                |            |
| Latino-Américains | 2,2       | 2,0            | 16,7       |

Selon l’American Community Survey, pour la période 2011-2015, 96,72 % de la population âgée de plus de 5 ans déclare parler l’anglais à la maison, 3,42 % déclare parler l’espagnol et 0,92 % une autre langue.
| 1890 | 1900 | 1910  | 1920  | 1930  | 1940  |
| ---- | ---- | ----- | ----- | ----- | ----- |
| 295  | 763  | 3 124 | 4 178 | 5 106 | 5 790 |

| 1950  | 1960   | 1970   | 1980   | 1990   | 2000   |
| ----- | ------ | ------ | ------ | ------ | ------ |
| 7 398 | 11 866 | 11 230 | 13 336 | 13 136 | 12 512 |

| 2010   | 2020   | - | - | - | - |
| ------ | ------ | - | - | - | - |
| 14 716 | 29 479 | - | - | - | - |

## Économie
Williston est la ville des États-Unis ayant eu la plus forte croissance économique entre 2008 et 2012 : son revenu par habitant (Per Capita Personal Income en anglais) ayant progressé de 69 834 dollars en valeur absolue (première du classement) pour atteindre 116 978 dollars, deuxième des États-Unis après New York (119 347 dollars), et de 148,1 % en valeur relative. C'est la ville ayant le plus crû en 2012 avec + 39 %.

## Climat
Selon la classification de Köppen, Williston a un climat semi-aride et froid, abrégé Bsk.

## Source
- (en) Cet article est partiellement ou en totalité issu de l’article de Wikipédia en anglais intitulé « Williston, North Dakota » (voir la liste des auteurs).